# Саут Брејдентон (Флорида)
Саут Брејдентон (енгл. South Bradenton) насељено је место без административног статуса у америчкој савезној држави Флорида.

## Демографија
По попису из 2010. године број становника је 22.178, што је 591 (2,7%) становника више него 2000. године.
| Група             | 2000.          | 2010.          |
| Белци             | 18.208 (84,3%) | 14.778 (66,6%) |
| Афроамериканци    | 997 (4,6%)     | 2.036 (9,2%)   |
| Азијати           | 282 (1,3%)     | 339 (1,5%)     |
| Хиспаноамериканци | 1.870 (8,7%)   | 4.622 (20,8%)  |
| Укупно            | 21.587         | 22.178         |